# Glacier megye
Glacier megye az Amerikai Egyesült Államokban, azon belül Montana államban található. Megyeszékhelye és legnagyobb városa Cut Bank. Lakosainak száma 13 778 fő (2020. április 1.). Glacier megye Cardston County, Flathead, Pondera, Toole, Regional District of East Kootenay, Improvement District No. 4 és County of Warner No. 5 megyékkel határos.

## Népesség
A megye népességének változása:
| Lakosok száma | 13 441 | 13 552 | 13 643 | 13 739 | 13 647 | 13 778 |
|               | 2010   | 2011   | 2012   | 2013   | 2015   | 2020   |